# Gare de Sudbury Junction
Pour les articles homonymes, voir Junction (homonymie).
La  gare de Sudbury Junction est une gare ferroviaire canadienne, située à dix kilomètres au nord-est du centre de la ville de Grand Sudbury dans la province de l'Ontario. À ne pas confondre avec la gare de Sudbury, situé dans le centre-ville. et qui dessert le train Sudbury-White River. Il n'y a aucune connexion entre ces deux gares, hormis le taxi.
Elle est desservie par Le Canadien de Via Rail Canada.

## Service des voyageurs

### Accueil
C'est une gare Via Rail Canada disposant d'un bâtiment avec du personnel. La gare et le guichet sont ouverts les mardi, mercredi, vendredi et dimanche. Elle est aménagée et équipée pour les personnes à la mobilité réduite.

### Desserte
Sudbury Junction est desservie par Le Canadien.

### Intermodalité
Un parc pour les vélos et un parking pour les véhicules y sont aménagés.